# Calathea umbrosa
Calathea umbrosa är en strimbladsväxtart som beskrevs av Friedrich August Körnicke. Calathea umbrosa ingår i släktet Calathea och familjen strimbladsväxter. Inga underarter finns listade.